# Nedovršeni portret generala Bonapartea
Nedovršeni portret generala Bonapartea (izvorno nazvana Le Général Bonaparte) je nedovršeni portret generala Napoleona Bonapartea kojega je izradio Jacques-Louis David. David je rad na portretu počeo 1798. godine, a trebao je prikazati Napoleona tijekom bitke kod Rivolija s mirovnim ugovorom iz Campo Formija u ruci, no nikada nije dovršen.
Naime, Napoleon je samo jednom prilikom došao pozirati u studio slavnog umjetnika u Louvreu za dogovoreni portret. Nakon tri sata Napoleon se više nije vratio i slika je ostala nedovršena. David se vratio slikanju njegove slike Sabinjanke i odbio je ponudu Napoleona da ga prati na njegovom pohodu na Egipat. Ponudu je prihvatio Vivant Denon, koji je također otkinuo portretno platno kako bi ostao samo naslikani dio i skica trupa. Sliku je kupio Maret vojvoda od Basanna 1826., da bi je oko trideset godina kasnije došla u kolekciju Carlosa de Beisteguija koja je od 1942. godine pripala muzeju Louvre, gdje se i danas nalazi.
Godine 1955. slika je bila modelom za Bonaparteov lik na francuskoj novčanici od 10.000 franaka, a zatim i 100 novih franaka.